# Hanley Swan
Hanley Swan är en by i Worcestershire i England. Byn är belägen 12,9 km 
från Worcester. Orten har 622 invånare (2016).